# Bert Haanstra
Bert Haanstra (ur. 31 maja 1916 w Holten, zm. 23 października 1997 w Hilversum) – holenderski reżyser, twórca filmów dokumentalnych, oficer Oranje-Nassau. Był absolwentem Akademii Sztuk Pięknych w Amsterdamie. Został pochowany w Laren. Jego żoną była Angeneta Barendiena Wijtmans. W związku małżeńskim byli od 1944 roku do śmierci Haanstry.